# ثلاثية مختلفة
ثلاثية مختلفة هي سلسلة روايات شباب بالغين خيال علمي مغامرات لفيرونيكا روث قصتها في شيكاغو أبوكاليبسية ديستوبية. تتكون السلسلة من مختلفة (2011)، متمردة (2012) ومتسامحة (2013).
يقسم مجتمع الثلاثية مواطنيه عن طريق انتسابهم الشخصي والاجتماعي في خمس جماعات، التي تزيل تهديد أي شخص يمارس إرادة خاصة ويهدد أمان السكان. بياتريس بريور، التي غيرت اسمها لاحقا إلى تريس، والتي ولدت في جماعة المتنسكين وانتقلت إلى جماعة الشجعان، أخفت طبيعتها الحقيقية، وعاشت مع خطر أن يتم قتلها إذا ما تم اكتشافها من قبل قادة جماعة المتعلمين والشجعان.

## الإستقبال النقدي
تلقت السلسلة بعضا من المراجعات الإيجابية من النقاد. أشاد النقاد ب«قصة» و «أحداث» مختلفة. وأشادوا ب«كتابة» و «سرعة» متمردة. كما أشادوا بمخلصة بكونها «تجتاح» وبقصة الحب فيها،  و لكن انتقدوا نهايتها ونثرها.

## فيلم
اشترت سمت إنترتاينمنت الحقوق لإنشاء فيلم بقصة الرواية وجندت نيل بيرغر لإخراجه، مع شايلين وودلي للقيام بدور البطولة بدور بياتريس «تريس» بريور و ثيو جيمس بدور توبايس «فور» إيتون. وزعت  ليونزغيت و شركتها الفرعية سمت إنترتاينمنت الفيلم. مثلت كيت وينسليت بدور جيانين ماتيوس. وأيضا تم تجنيد ماجي كيو بدور توري، زوي كرافيتز بدور كريستينا، أنسيل إلغورت بدور كاليب، مايلز تيلر بدور بيتر، آشلي جود بدور ناتالي بريور. صدر مختلفة في 21 مارس 2014. بدأ تصوير فيلم متمردة في أطلانطا في 27 ماي 2014، وصدر في 20 مارس 2015.